# Ascheberg (Észak-Rajna-Vesztfália)
Ascheberg település Németországban, azon belül Észak-Rajna-Vesztfália tartományban. Lakosainak száma 16 012 fő (2023. december 31.). Ascheberg Senden és Nordkirchen községekkel határos.

## Fekvése
Lüdinghausentől keletre fekvő település.

## Története
Ascheberg a 9. század közepén alakult ki. Nevét 890-ben említették először. A falut a 81 méter magas, neogótikus St. Lambertus templom tornya uralja. 1818-ban a községnek 2425 lakosa volt, a lakosság száma  1930-ra 3665-re növekedett. Röviddel az önkormányzati reform után Aschebergnek már 6801 lakosa volt.

## Galéria

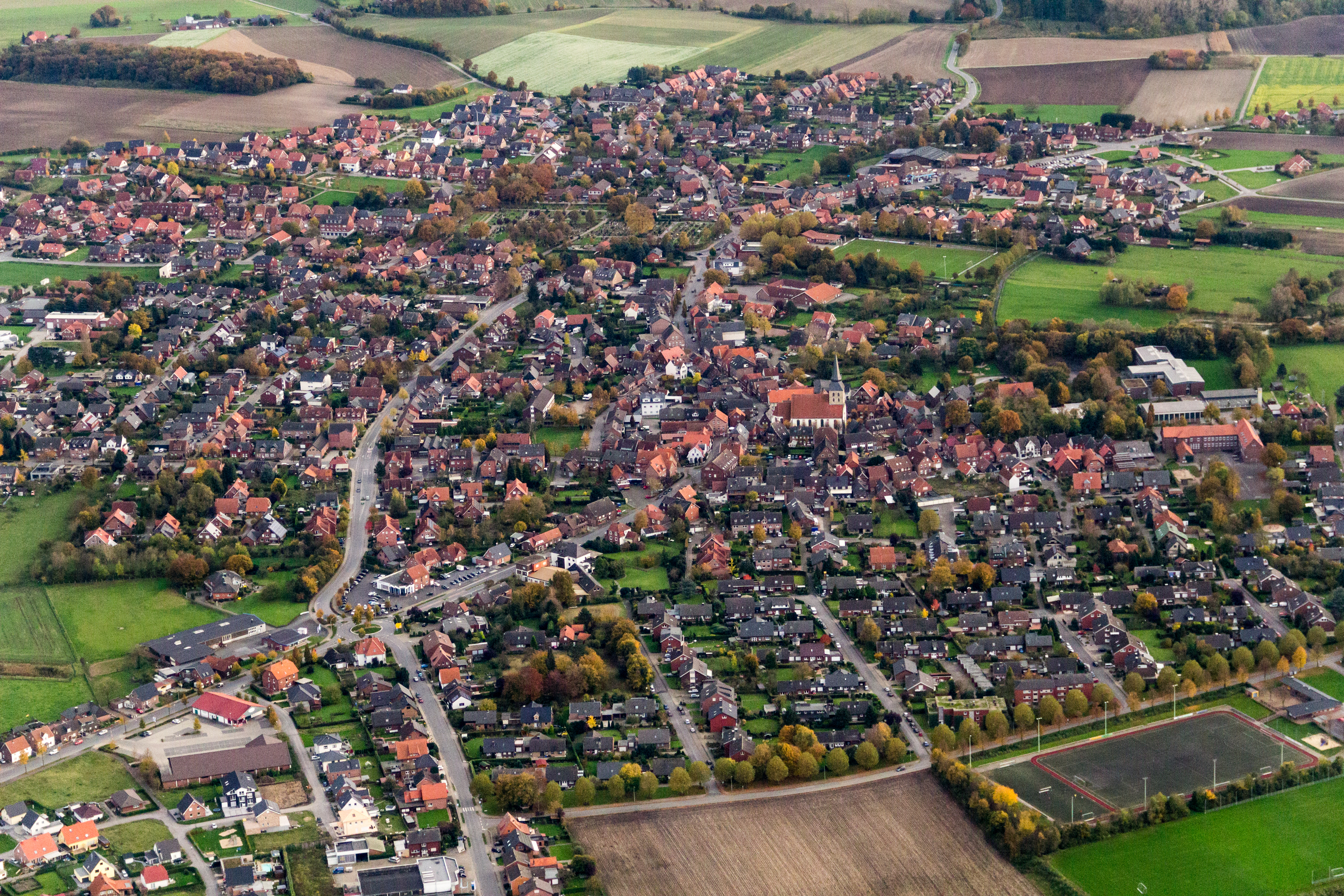
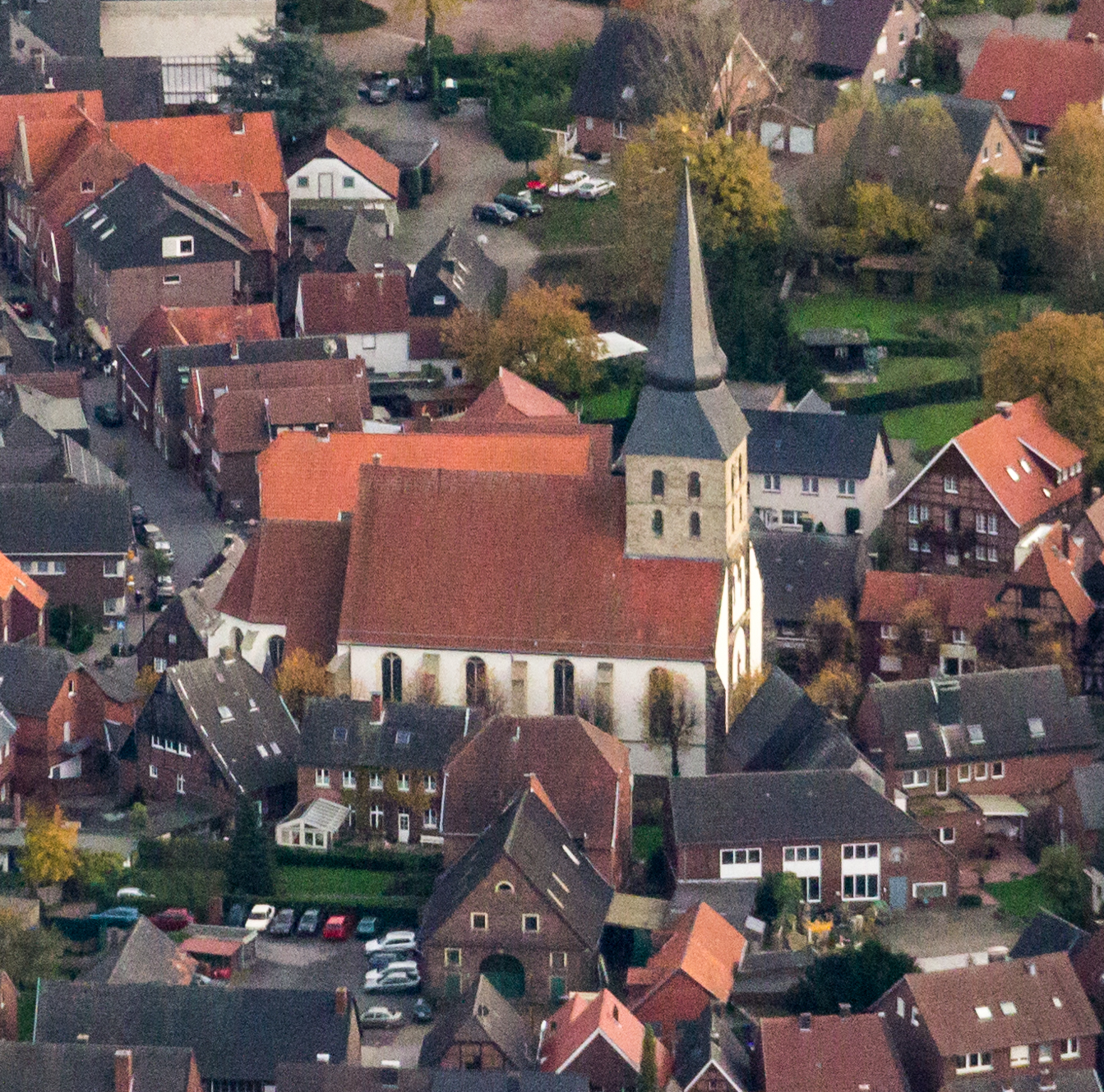
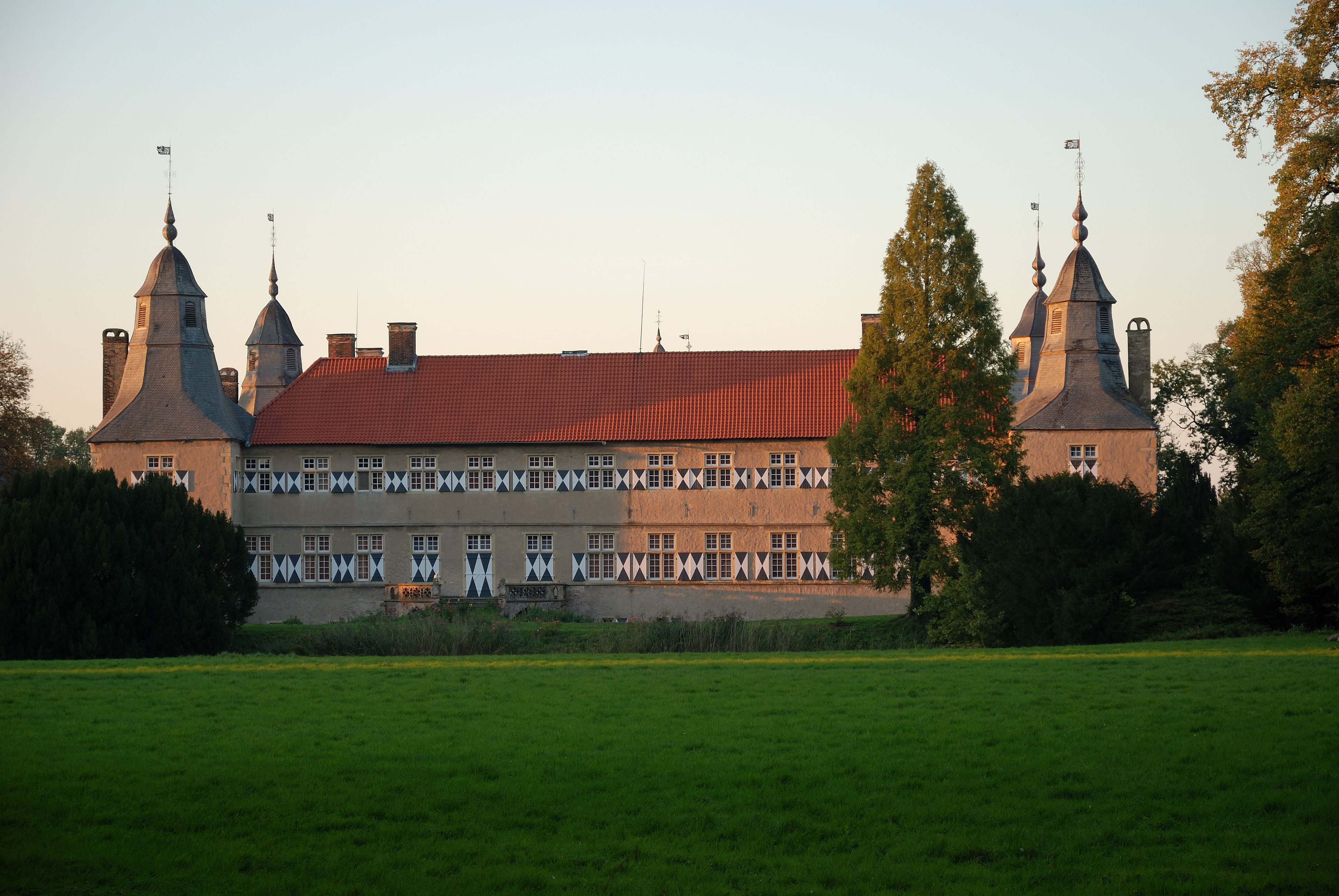
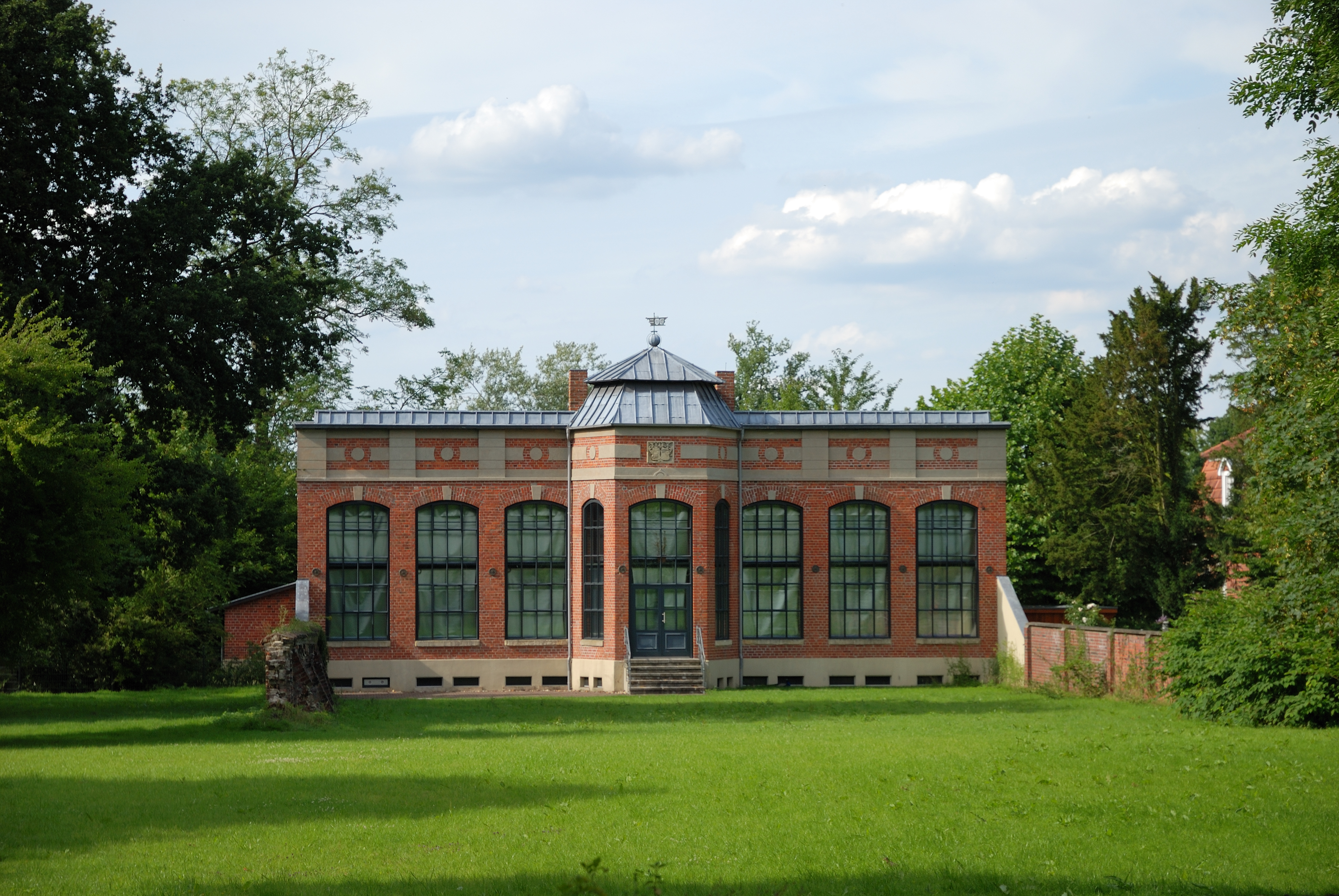
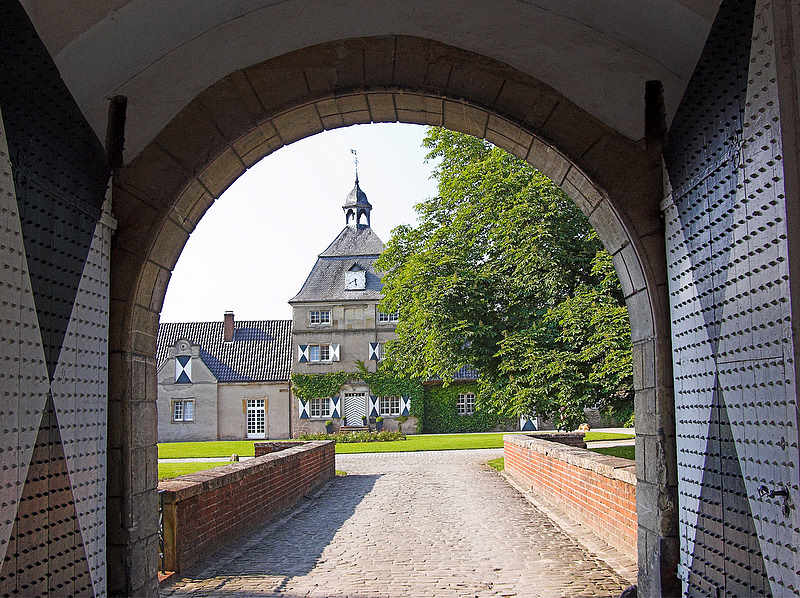
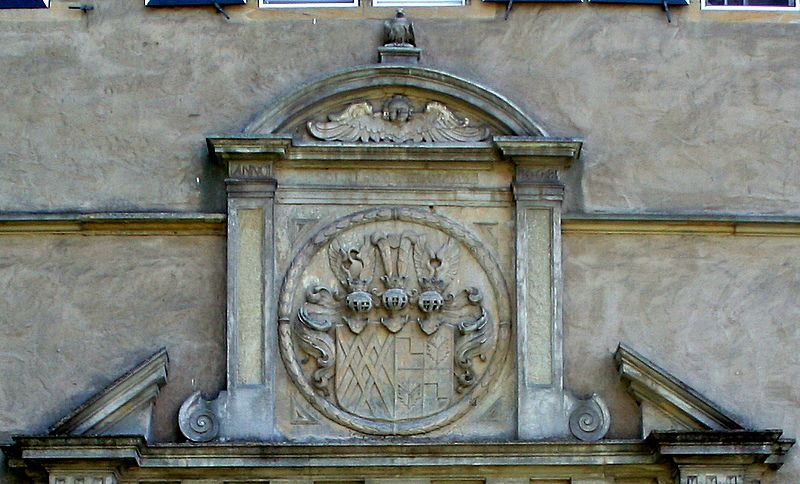

## Nevezetességek
- Kastély
- Templom

## Népesség
A település népességének változása:
| Lakosok száma | 11 201 | 15 253 | 15 283 | 15 372 | 15 602 | 15 822 | 16 012 |
|               | 1975   | 2015   | 2017   | 2019   | 2021   | 2022   | 2023   |